# Squalius zrmanjae
Squalius zrmanjae är en fiskart som beskrevs av Stanko Karaman 1928. Squalius zrmanjae ingår i släktet Squalius och familjen karpfiskar. IUCN kategoriserar arten globalt som nära hotad. Inga underarter finns listade i Catalogue of Life.